# Jenny Larivière
Pour les articles homonymes, voir Larivière et Thorel.
Jenny Larivière, née le 23 juillet 1801 à Angers et morte le 8 novembre 1885 à Daon, est une peintre française.

## Biographie
Jenny Thorel est la fille de Léonard Auguste Thorel et de Renée Françoise Bruneau. Son frère Auguste Thorel est le père de Marie-Cécile Thorel ainsi que le beau-père de Jean Danguy. 
À l'âge de 14 ans, elle obtient le premier prix d'ornement à l'École spéciale de dessin pour les jeunes filles de la Ville de Paris. Elle entre dans l'atelier de Charles Meynier, où elle réalise, en 1821, la Belle Jardinière, d'après Raphaël, l’œuvre est acquise par l'État pour le musée des Beaux-Arts d'Angers.
En 1823, elle épouse le pharmacien Charles-Auguste Legué-Larivière (1795-1852).
Installé à Sablé-sur-Sarthe, le couple donne naissance à plusieurs enfants et Jenny Thorel y établit son école de dessin. Elle exécute en 1836 La Marquise de Rambouillet pardonnant aux ligueurs. Après la mort de son mari en 1852, elle s'établit à Daon auprès de sa fille.
Elle meurt à son domicile de Daon à l'âge de 84 ans.

## Œuvres dans les collections publiques
- Angers, Musée des Beaux-Arts :
  - La Marquise de Rambouillet pardonnant aux ligueurs, huile sur toile, 60,3 × 74,3 cm, 1836[6],[7].
  - La Vierge, l'Enfant Jésus et le jeune saint Jean-Baptiste ou La Belle Jardinière, huile sur toile, 116 × 85 cm, 1821[8],[9].